# Beno Lieberman
Baruj Lieberman Gruner (Aguascalientes, Aguascalientes, México 26 de diciembre de 1932 - Tecamachalco, Estado de México 23 de septiembre de 1985) más conocido como Beno fue un destacado folclorista mexicano cuyo trabajo, junto con sus compañeros Enrique Ramírez de Arellano y Eduardo Llerenas, fue reconocido en 2016 como parte del Programa Memoria del Mundo de México de la UNESCO. Su acervo de grabaciones se encuentra resguardado en la Fonoteca Nacional de México, donde está disponible al público. Fue fundador de la Asociación Mexicana de Folklore A.C. en 1963 y dedicó su vida a la grabación, estudio y difusión de la música tradicional en las siguientes regiones de México: la Huasteca, Tierra Caliente (de los ríos Balsas y Tepalcatepec), la Mariachera (sur de Jalisco), la zona Arribeña (Río Verde), Tixtla, la Costa Chica, el Istmo de Tehuantepec y Sotavento. Así mismo grabó música extensivamente en Centroamérica y el Caribe. Su trabajo de recopilación musical se distingue por una aproximación muy sensible hacia la calidad musical e interpretativa, así como la técnica de sus grabaciones.

## Biografía

### Primeros años
Tercero de seis hermanos y primer varón hijo de Samuel Lieberman y Rosa Gruner, migrantes judíos de Rava-Ruska y Leopolis, Polonia, respectivamente (área hoy perteneciente a Ucrania) que llegaron a Aguascalientes en los años 20. Su madre vendía herramientas en el mercado y su padre, quien tenía muchas inquietudes intelectuales, pensaba ganarse la vida como violinista. Después de su nacimiento, la familia se muda a la Ciudad México, y en la calle de República de Argentina sus padres abren una tlapalería “La Paleta Moderna”, que fue el negocio familiar hasta el retiro de la pareja y su emigración a Israel en 1963. Samuel era una filósofo diletante y autodidacta, hacía tertulias con amigos y discípulos sobre diversos temas filosóficos y educativos de interés, y escribía ensayos y artículos al respecto.
Las familias Lieberman y Gruner pierden a la mayoría de sus familiares en el holocausto y en 1949, envían al joven Beno de 17 años, a su hermana Fany y a su primo Lucio Gruner al naciente Estado de Israel. Beno vive con su hermana mayor en el Kibutz Givat Hashlosha, donde comienza a estudiar música. Entre 1950 y 1952 hace su servicio militar como topógrafo, y después se integra a círculos artísticos y bohemios, y hace composiciones y arreglos musicales en compañía de artistas como Ester Ofarim y Shmulik Krauss,  así mismo comienza a recopilar música folclórica.

### Inicios en el folclór
Después de 10 años de estadía en Israel, regresa a México en 1959, con la intención de recopilar folclore musical. Se inscribe a la carrera de física de la Facultad de Ciencias de la UNAM, donde fundó su primera agrupación de música de los pueblos, El Coro de la Facultad de Ciencias, entre cuyos miembros figura, quien se convirtió en uno de su más cercanos cómplices y amigos, Federico Arana. En 1963 fundó junto con Rúben López la Asociación Mexicana de Folklore A.C., con el siguiente objeto: “El estudio, enseñanza y difusión del folklore en sus diversas manifestaciones”. Liliane Verine fue su primera directiva. 
En 1963, Beno se había mudado a unas antiguas caballerizas, convertidas en estancias habitacionales, en la entonces calle de Fresnos, administra el lugar, alquilando las habitaciones a estudiantes y artistas. En el local comercial de esas viviendas, establece Beno lo que llegará a conocerse como El Pesebre, primera sede de la Asociación Mexicana de Folklore y antecedente en nuestro país de las peñas foloricas. El pesebre se convirtió en lugar de encuentro musical y cultural imprescindible de su época, en donde cada sábado Beno invitaba a agrupaciones, sobre todo de música folclórica, pero también de otros géneros agrupaciones indígenas, música flamenca, barroca, etc. Algunos de los grupos que se presentaron regularmente son Conjunto jarocho Coatzacoalcos, el Trío Chicontepec, Lino Chávez, el Conjunto jarocho Tlacotalpan, el Conjunto jarocho Piedras Negras, el Dueto Mérida, Los Gavilanes de Apatzingán o el Dueto Sandoval, así mismo, se presentaron muchos aficionados que después se convirtieron en músicos profesionales, como los futuros miembros de los Cantores de América y Los Folkloristas. Así mismo, El Pesebre, fue un espacio de producción de conocimiento para un vasto espectro de la vida intelectualidad y artística de la Ciudad de México, entre los cuales figuran Carlos Jaso, José Luis Martínez, Miguel Buen, así como los etnomusicólogos Raúl Hellmer, Lilian Mendellsohn, Arturo Warman, Irene Vázquez, Jas Reuter. Otras personalidades asiduas fueron Jorge Saldaña, Álvaro Carrillo, Alberto Hijar, Salvador "El Negro" Ojeda, Rubén López, Antonio García de León, Victoria Novelo, y muchos otros.
En 1964, en El Pesebre, Beno conoce a Carol Cook, periodista norteamericana, a quien pocos meses después pide matrimonio e invita a emprender con él su ambicioso proyecto de viajar por toda Latinoamérica grabando y recopilando música folclórica de cada país y región. Siendo que Carol escribía la columna de modas del periódico The News México, Beno le asigna la tarea de registrar las costumbres, trajes típicos y artesanías. Se casan en Nueva York en 1965 en la sinagoga de la congregación más antigua de América. La pareja compra un carro y un tráiler, además de equipo de grabación, regresan a México y comienzan su viaje, recorriendo y grabando música en Guatemala, El Salvador, Honduras, Nicaragua, Costa Rica y Panamá, donde Beno queda maravillado por su riqueza musical de influencia africana. Sin la posibilidad logística y económica de continuar el viaje, la pareja retorna a México.
A finales de 1965, ya de regreso en la Ciudad de México, Beno y Carol se mudan a una casa grande sobre la Avenida Popocatéptl #224 que será la segunda sede de la Asociación Mexicana de Folklore A.C., también conocido como "El Club". En ese tiempo llega a México de visita Pete Seeger con el que desarrolla algunos proyectos musicales.
En "El Club" expande los alcances musicales y de público de la AMF invitando a embajadas para presentar recitales de música y bailes de cada país. Entre los países invitados está la URSS, Indonesia, Panamá, Grecia, Ghana etc. El espectáculo incluía bebidas y platillos típicos de cada país.
| Nombre de Agrupación                 | Músicos | Región                         | Origen                     | Fecha de grabación                       |
| ------------------------------------ | --- | ------------------------------ | -------------------------- | ---------------------------------------- |
| Conjunto Venezuela (Los Colorámicos) | S.D. | Venezuela                      | Venezuela                  | 05/1963                                  |
| S.D.                                 | Dos señores de la Costa Chica de Guerrero (sic) | Costa Chica                    | Guerrero                   | 06/1963                                  |
| Álvaro Carrillo                      | Álvaro Carrillo | Bolero                         | Ciudad de México           | 06/1963                                  |
| S.D.                                 | Willebaldo Amador | Huasteca                       | Ciudad de México           | 20/05/1964                               |
| Moshe Kedem                          | Moshe Kedem | Israelí                        | Israel                     | 01/1964                                  |
| S.D                                  | Bolívar | Istmeña                        | S.D.                       | 09/1964                                  |
| Trío yucateco                        | S.D. | Trova yucateca                 | Yucatán                    | 07/1964                                  |
| Lupe y Lulú                          | Lupe Morales y Judith Viazcán | Varias                         | S.D                        | 07/1963                                  |
| S.D.                                 | Pedro Rosales Álvarez, Margarito Barrios y Eusebio Carrillo | Wixarika                       | San Andrés, Jalisco        | 05/1963                                  |
| Grupo de concheros Quetzalcoatl      | S.D. | Conchera                       | S.D.                       | 04/03/1964                               |
| Trío Chicontepec                     | S.D. | Huasteca                       | Ciudad de México           | 06/1963, 02/1964, 03/11/1964, 21/11/1964 |
| S.D.                                 | Antonio de la Cruz y Tomás de Jesús | Purépecha                      | Jarácuaro, Michoacán       | S.D.                                     |
| S.D.                                 | Juan Gárciga, Antonio Cortés y Carlos F. Hernández | Yoruba                         | Cuba                       | 1964                                     |
| Los Gavilanes                        | Pedro Bravo, violín. Luis Vargas Rivera, arpa. José Cárdenas, vihuela. Rogelio Acuña y Ramón Hernández, guitarra de golpe y voz.                               | Tierra Caliente (Tepalcatepec) | Apatzingán, Michoacán      | 08/1963                                  |
| Trío huasteco de Lino Chávez         | Lino Chávez, guitarra. Wilebaldo Amador, violín y jarana. Daniel Terán, violín.                                                                                | Huasteca                       | Ciudad de México           | 08/1963                                  |
| Conjunto jalisciense Los Canarios    | S.D. | Mariachera                     | S.D.                       | 09/1964, 09/1963                         |
| Los Rinches de la frontera           | S.D. | Mariachera                     | S.D.                       | 07/1964                                  |
| Mariachi los Jilguerillos            | S.D. | Mariachera                     | S.D.                       | 06/1963                                  |
| Dueto Sandoval                       | S.D. | Corridos                       | S.D.                       | 13/08/1963, 03/1964, 06/1964,            |
| Mariachi Azteca                      | Antonio Camacho en la vihuela, acompañado de 2 violines, guitarra de golpe y guitarrón (sic)                                                                   | Mariachera                     | S.D.                       | 08/1964                                  |
| Georgina Castiglione                 | Georgina Castiglione | Antillana                      | S.D.                       | 07/1964, 29/08/1964                      |
| S.D.                                 | Lino Chávez y acompañantes | Sotavento                      | Ciudad de México           | 08/1964                                  |
| Conjunto Carácuaro                   | Heriberto Padilla, primer violín. Epifanio Cortés, segundo violín. Epifanio Martínez, 1.ª guitarra. Raúl Reynoso segunda guitarra. Efrén Rodríguez, tamborito. | Tierra Caliente (Balsas)       | Carácuaro, Michoacán       | 08/1964                                  |
| Manolo Medina                        | Manolo Medina | Flamenca                       | S.D.                       | 11/1964                                  |
| S.D.                                 | Francisco Bautista y Joaquín Bautista | Purépecha                      | Zacán, Michoacán           | 20/06/1964                               |
| John Joast                           | John Joast | Blues                          | EE. UU.                    | 29/04/1964                               |
| Leopoldo Torres Agüero               | Leopoldo Torres Agüero | S.D.                           | S.D.                       | 03/1964                                  |
| Conjunto marimba chiapaneca          | S.D. | Marimba chiapaneca             | S.D.                       | 03/1964                                  |
| Conjunto Lira de plata               | S.D. | Marimba                        | S.D.                       | 12/1963                                  |
| Comparsa Mixteca                     | S.D. | Mixteca                        | San Juan Huaxtepec, Oaxaca | 12/1963                                  |
| Trío Yucatán                         | S.D. | Trova yucateca                 | S.D.                       | 07/1964                                  |
| Conjunto Guerrero                    | S.D. | Tierra Caliente (Balsas)       | S.D.                       | 12/1963                                  |
| S.D.                                 | Lino Chávez, requinto. Jacinto Gatica, arpa. Willebaldo Amador, jarana.                                                                                        | Sotavento                      | Ciudad de México           | 08/1963                                  |
| Conjunto jarocho Costa Chica         | Francisco Gutiérrez y S.D. | Sotavento                      | S.D.                       | 08/1963                                  |
| Conjunto jarocho Piedras Negras      | S.D. | Sotavento                      | S.D.                       | 12/1963, 03/1964                         |
| Conjunto jarocho Coatzacoalcos       | S.D. | Sotavento                      | S.D.                       | 07/1963, 08/1963, 11/1964                |
| S.D.                                 | Victoria Novelo, Jorge Fernández y Beno Lieberman | Varias                         | Ciudad de México           | 11/1964                                  |
| Dueto Mérida                         | S.D. Según referencias formaban parte del conjunto de Guty Cárdenas (sic)                                                                                      | Trova yucateca                 | S.D.                       | 11/1964, 05/03/1966                      |
| Conjunto Lino Chávez                 | S.D. | Sotavento                      | Ciudad de México           | 14/05/1966                               |
| S.D.                                 | María Luisa Rangel y Beno Lieberman | Varias                         | Ciudad de México           | 25/06/1966                               |
| Hugo Argote Pereira                  | Hugo Argote Pereira | Andina                         | Bolivia                    | 12/06/1966                               |

Sin embargo, la necesidad de un ingreso estable para su nueva familia, hace que Beno emprenda la creación de una fábrica de productos de poliestireno expandido, Polexpan S.A., en sociedad con su cuñado, Herman Myers. Los ingresos de dicha fábrica le servirán a Beno para patrocinar las giras de grabación, que a partir de 1971, comenzó a realizar con amigos, investigadores del Instituto Politécnico Nacional, Enrique Ramírez de Arellano, Carlos Perelló y Eduardo Llerenas. 

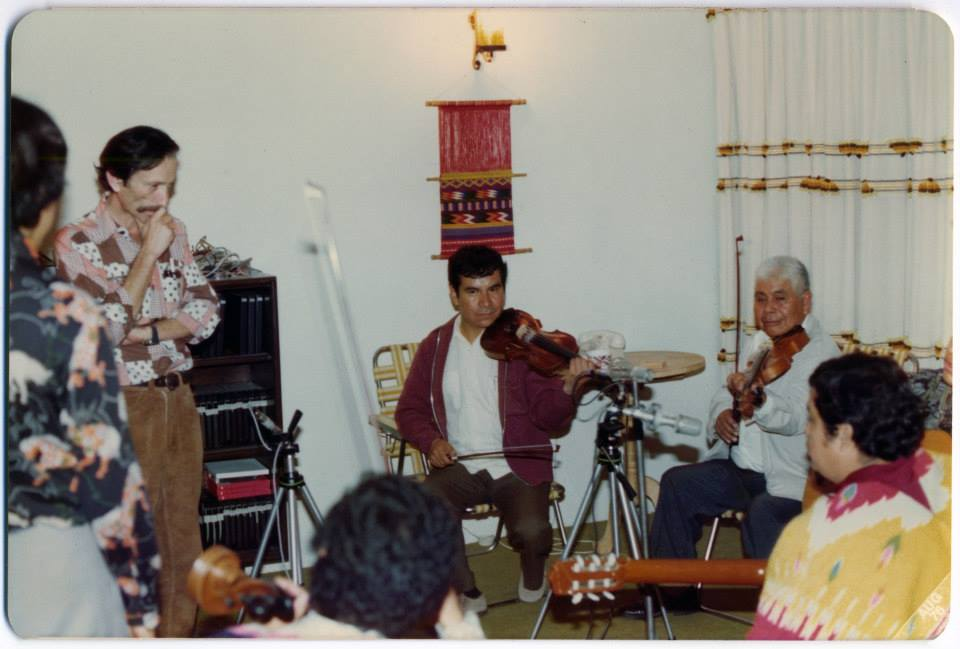
Sesión de grabaciones improvisada en su casa de Tecamachalco agosto de 1976

### Giras de grabaciones
En 1971, Beno comienza a salir a giras de grabaciones en distintas regiones del país. Su primer viaje documentado fue con Carlos Perelló a Ciudad Valles, San Luis Potosí en diciembre de 1971, tras joyas de su predilecto son huasteco. Con su grabadora Ampex, grabó a los tríos Los Caporales, Los Parientes y Los Cantores de la Sierra. Este viaje marcó el principio de una práctica sistemática y constante que acompañó a Beno hasta el final de su vida, aprovechando fines de semana, puentes y vacaciones; y le siguieron giras a Querétaro, Veracruz, Michoacán, Guerrero, Hidalgo, Oaxaca y Jalisco, donde grabaron a una gran cantidad de músicos virtuosos y repertorios de cada región.

"Como dicen los huicholes: el día que se olviden las costumbres de los padres, cuando se dejen el vestido blanco y las cruces cardinales, no volverá jamás a salir el sol. O para expresarlo de otra forma: si hemos de gustar de nuevas valores culturales y artísticos y abandonar las tradiciones, primero conozcámoslas. ...Que este no fue el motivo que nos llevó en innumerables fines de semana a abandonar la rutina del trabajo y la familia, y la ciudad enajenada y su absurda disposición de centros de consumo y producción y deslizarnos primero velozmente por carreteras alejantes, luego ya con calma, por caminillos verdes de terracería, con la mirada alerta, los oídos atentos y el olfato, ya por fin liberado de los vahos de azufre, en actitud sibarita, en espera de la próxima brisilla perfumada. Rastreábamos... Detrás de que recodo de verde trópico hemos de oír el mejor de los fandanguitos? ¿Será en ese pueblecito de lejos, que se ve tras del cerro de la Luz, donde se esconde el son ese que nombran del "Emperador", o del "Adiós"? Ese, realmente era el motivo –buscábamos la belleza, y lo cierto es que la encontramos, la capturamos y la hemos revivido en múltiples ocasiones de tertulia, saboreando ese recio y sobrio, orgulloso y tenue "sabor de antiguo" que nos cuenta de valores fundamentales."
Beno Lieberman

El equipo de grabación fue actualizándose rápidamente para lograr el mejor registro electroacústico posible. Primero, Beno pedía prestada una grabadora Revox a su hermano David, que se utilizó para varias de las giras, y en 1973 adquirió una grabadora Nagra Kudelski, junto con micrófonos de condensador Neumann. A lo largo de los años fueron actualizando y mejorando sus equipos, agregando mezcladoras de campo de hasta 6 canales y equipo de monitoreo profesional.
Los asistentes a cada gira variaba, pero Enrique se convirtió rápidamente en un miembro imprescindible, por sus conocimientos en electroacústica, así como por su amistad y complicidad con Beno a partir de ese momento y hasta su muerte. Carlos participó, aportando sus conocimientos de la geografía nacional, hasta su emigración a Barcelona en 1974, y en 1975, Eduardo se integró de manera constante al equipo tras un posdoctorado en Inglaterra, en 1975. Otros acompañantes a la giras fueron Radamés Vallejo, Federico Arana, Héctor Ugalde, entre otros.
Con el conocimiento y la sensibilidad musical que caracteriza a Beno, la destreza electroacústica y de grabación de Enrique y el buen trato a los músicos de Eduardo, su acervo musical se fructifica enormemente.
Vale la pena mencionar que el trabajo de recopilación de Lieberman y su equipo, a diferencia de otros como Raúl Hellmer, Thomas Stanford o Arturo Warman, pertenecientes a institutos como el INAH o el Instituto Nacional de Bellas Artes, fue totalmente autofinanciado, guiado por su gusto, sensibilidad e intereses musicales, y no subordinado a criterio académico o antropológico alguno.

"Este trabajo es una recopilación de momentos de creación artística musical. Nosotros atestiguamos esos momentos tratando de interferir lo menos posible y de no desencajar en el momento creativo, nunca pedimos repeticiones, ni grabación de diversas pistas, ni insistimos en tal o cual manera de ejecutar, sino presenciamos lo más cercano a la inspiración espontánea. Por ello aclaramos: esta Antología no es nuestra, nosotros fuimos meros testigos del acto creativo; esta Antología es de todos los grupos e individuos que participan en ella y que tuvieron a bien acceder a que tres chilangos interfirieran con sus labores cotidianas y que con su habitual candidez nos hayan ofrecido su más venerable riqueza espiritual."

Beno Lieberman

La difusión de la música que grababan en un inicio fue muy limitada, principalmente en pequeñas reuniones en casa de Beno, Enrique y otros amigos y colegas, hasta que en 1981 FONART patrocina la edición de un conjunto de 6 LP con una selección de su acervo. "Antología del Son de México" marca un hito en la discografía de la música tradicional mexicana y se convierte en un referente obligado para amantes y profesionales de la etnomusicología en nuestro país y en el extranjero. De manera paralela, Eduardo es galardonado con el Premio Rolex a la Iniciativa en 1981, a nombre de sus compañeros, por el trabajo de recopilación musical que había realizado el equipo dirigido por Beno.
A partir de 1976, con su primera gira de grabaciones a Santo Domingo, República Dominicana, Beno, Enrique y Eduardo retoman el proyecto que había comenzado Beno once años antes, con su primer viaje de grabaciones a América Central, de seguir la influencia africana, registrando singulares manifestaciones musicales en países como, Haití, Belice, Antigua y Barbuda, Guadalupe, San Martín, Martinica, Costa Rica y Panamá.
| Nombre de Agrupación                                | Músicos | Región                         | Lugar                             | Fecha de grabación                 |
| --------------------------------------------------- | --- | ------------------------------ | --------------------------------- | ---------------------------------- |
| Eduardo Gallardo Tornés                             | Eduardo Gallardo Tornés, arpa. Enedino Bernal Galeana, vihuela | Costa Chica                    | Cruz Grande, Guerrero             | 27/12/1972                         |
| Dueto Damián-Calleja                                | Francisco «Chico» Damián, bajo quinto y segunda voz. Ciro Calleja, primera voz | Costa Chica                    | Copala, Guerrero                  | 30/12/1972, 03/02/1974             |
| Trío Los Chapás                                     | Ismael Bautista, guitarra y segunda voz. Victoriano Sebastián, primera voz. Filemón González, guitarra requinto. | Purépecha                      | Comachuén, Michoacán              | 1979                               |
| Los Hermanos Molina                                 | Francisco Molina Gallardo, guitarra sexta y voz. Julián Molina Gallardo, guitarra sexta y voz. Macario Molina Gallardo, guitarra sexta y voz | Costa Chica                    | Cruz Grande, Guerrero             | 01/02/1974                         |
| Dueto Gallardo-Aquino                               | Gaudencio Gallardo Aquino, guitarra. Pablo Gallardo Aquino, guitarra | Costa Chica                    | Cruz Grande, Guerrero             | 03/02/1974                         |
| Don Beto López                                      | Beto López, guitarra y voz. Maximiliano Melo, voz. Beno Lieberman guitarra y voz. | Costa Chica                    | Lo de Soto, Oaxaca                | 04/02/1974                         |
| Don Ismael Añorve                                   | Ismael Añorve, guitarra sexta y voz | Costa Chica                    | Cuajinicuilapa, Guerrero          | 05/02/1974                         |
| Los Cantores de la Sierra                           | Fortino Hernández, violín. Marcos Hernández, huapanguera y voz. Joel Monroy, jarana y voz | Huasteca                       | Ciudad Valles, San Luis Potosí    | 31/12/1971                         |
| Trío Los Parientes                                  | Román Araujo, violín. Ángel Hernández, huapanguera y voz. Clemente Pérez, jarana y voz | Huasteca                       | Ciudad Valles, San Luis Potosí    | 30/12/1971, 30/01/1972             |
| Trío Los Caporales                                  | Alberto Barragán, violín y voz. José Navarro, huapanguera y voz. Gerardo Tovar, jarana | Huasteca                       | Ciudad Valles, San Luis Potosí    | 30/12/1971                         |
| Trío Los Canarios                                   | Manuel Rodríguez Herrera, violín. Camarino González, huapanguera y voz. Franco González, jarana y voz | Huasteca                       | La Lagunita, Querétaro            | 15/01/1972                         |
| Trío Huasteco Veracruzano                           | Epifanio Gómez Ochoa, violín. Rafael Gómez Rocha, huapanguera y voz Sirenio Rivero Ochoa, jarana y voz | Huasteca                       | Pánuco, Veracruz                  | 28/01/1972                         |
| Trío Huasteco de Pánuco                             | Aureliano Orta Juárez, violín. Leonardo Reyes Domínguez, jarana y voz. Mario González Ramos, huapanguera y voz | Huasteca                       | Pánuco, Veracruz                  | 29/01/1972, 16/07/1972, 21/09/1974 |
| Trío Alma Huasteca                                  | Pascual Campos, violín. Fidel Méndez, huapanguera. Miguel Hernández, jarana | Huasteca                       | Huejutla, Hidalgo                 | 15/07/1972                         |
| Trío Regional de Amatitlán                          | Ernesto Sánchez, violín. Alberto Hernández Rodríguez, huapanguera. Nemorio Hernández, jarana | Huasteca                       | Huejutla, Hidalgo                 | 15/07/1972                         |
| Trío Los Rancheros del Pánuco                       | Genaro Martínez Alonso, violín. Rafael Gómez Rocha, jarana y voz. Adolfo Hernández Pérez, huapanguera y voz | Huasteca                       | Pánuco, Veracruz                  | 20/09/1974                         |
| Trío Los Camalotes                                  | Genaro Martínez Alonso, violín. Lucio Villeda Palacios, huapanguera y voz Artemio Villeda Martín, jarana y voz | Huasteca                       | Pánuco, Veracruz                  | 21/09/1974                         |
| Trío Huasteco Santo Lucio de los Hermanos Hernández | Ubaldo Hernández Jiménez, violín y voz. Catarino Hernández Jiménez, jarana y voz. Adolfo Hernández Hernández, huapanguera y voz | Huasteca                       | Huejutla, Hidalgo                 | 23/09/1974                         |
| Trío Ebanense de los Hermanos Zúñiga                | Demetrio Torres Cruz, violín. José Aciano Zúñiga Hernández, jarana y voz. Ventura Zúñiga Hernández, huapanguera y voz | Huasteca                       | Ébano, San Luis Potosí            | 02/05/1975                         |
| Trío Huasteco del Ébano                             | Herminio Segura Valdés, violín. Juan Sánchez Juárez, huapanguera y voz. Encarnación Zúñiga Hernández, jarana | Huasteca                       | Ébano, Veracruz                   | 02/05/1975                         |
| Los Camperos Huastecos                              | Heliodoro Copado, violín. Ismael Monroy, jarana y voz. Marcos Hernández, huapanguera y voz falsete | Huasteca                       | Ciudad Valles, San Luis Potosí    | 02/05/1975                         |
| Trío Regional Huasteco                              | Isidro Padrón Lara, violín. Víctor Márquez Carranza, jarana y voz. Ángel Hernández Merina, huapanguera y voz | Huasteca                       | Ciudad Valles, San Luis Potosí    | 04/05/1975                         |
| Dueto de Abacúm-Reveriano                           | Abacúm Fernández Tamariz, jarana. Reveriano Soto Gaona, huapanguera. Con Odilón Francisco Espinosa, violín. Donato Santamaría, violín. Leandro Hernández Zampallo, violín                                                                         | Huasteca                       | María Andrea, Puebla              | 12 y 13/09/1975                    |
| Donato Santamaría                                   | Donato Santamaría, violín y versos | Huasteca                       | Xicotepec de Juárez, Puebla       | 13/09/1975                         |
| Hnos. Meléndez Márquez                              | Alejo Melendez Márquez, violín. Lindoro Meléndez Márquez, huapanguera | Huasteca                       | Xicotepec de Juárez, Puebla       | 13/09/1975                         |
| Trío Inspiración Huasteco                           | Juan Aquino, violín. Juan Galindo, jarana y voz. Omegar Salazar, huapanguera y voz | Huasteca                       | Atlapexco, Hidalgo                | 20/03/1978                         |
| Cantores de Pánuco                                  | Inocencio Zavala, «El 30 meses», violín. Everardo Ramírez, huapanguera y voz. Ezequiel Rocha Rivera, jarana y voz | Huasteca                       | Pánuco, Veracruz                  | 21/03/1978, 01/08/1978             |
| Hermanas Valdez con el Trío Renacimiento Huasteco   | Natalia Valdés Flores, voz. Flora Aradillas del Ángel, segunda voz. María Antonia Valdés Flores, tercera voz. Aureliano Orta, violín. Leonardo Reyes Domínguez, huapanguera. Damián Rivera Gómez, jarana                                          | Huasteca                       | Pánuco, Veracruz                  | 22/03/1978                         |
| La Güera Maza con el Trío de Pánuco                 | Ema Maza, primera voz. Esperanza Mendoza, segunda voz. Inocencio Zavala, violín. Sirenio Rivera Ochoa, jarana. Rafael Gómez Rocha, huapanguera y voz                                                                                              | Huasteca                       | Pánuco, Veracruz                  | 23/03/1978                         |
| Trío Tamazunchale                                   | Carlos Castillo Villeda, violín. Salvador Arteaga Pérez, huapanguera y voz. Juan Delgado Ramírez, jarana y voz | Huasteca                       | Tampico, Tamaulipas               | 25/03/1978                         |
| Trío Cantores de la Huasteca                        | Juan Coronel Guerrero, violín. Martino Sánchez Godoy, jarana y voz. Juan Balleza Rodríguez, huapanguera y voz | Huasteca                       | Tampico, Tamaulipas               | 04/04/1980                         |
| Dueto Barroso-Romero                                | Fortino Barroso, requinto y voz. Porfirio Romero, guitarra sexta y voz | Istmo                          | Santo Domingo Tehuantepec, Oaxaca | 07/02/1981                         |
| Conjunto Hermanos Ríos                              | Alberto Ríos Ojeda, requinto y segunda voz. Plutarco Ríos Ojeda, guitarra sexta y primera voz | Istmo                          | Salina Cruz, Oaxaca               | 08/02/1981                         |
| Mariachi Negrete de Pihuamo                         | Próspero Negreta Aviña, primer violín y voz. Salvador Rodríguez Cárdenas, segundo violín y voz. Francisco Castellanos. Mendoza, guitarrón. Ezequiel Mendoza, vihuela y voz                                                                        | Mariachera                     | Pihuamo, Jalisco                  | 18/07/1981                         |
| Conjunto de Arpa Tecalitlense                       | Librado Figueroa, primer violín. Melesio Contreras, segundo violín. Jesús Torre, arpa. Juan Valencia, guitarra de golpe. Ricardo Cruz, vihuela | Mariachera                     | Tecalitlán, Jalisco               | 18 y 21/07/1981                    |
| Mariachi Estrella de Ciudad Guzmán                  | Antonio Guzmán, primer violín. Ignacio Solano, segundo violín. Félix Solano, guitarra. Evaristo Solano, vihuela. Miguel Solano, guitarra | Mariachera                     | Ciudad Guzmán, Jalisco            | 21/07/1981                         |
| Mariachi Jalisciense de Zapotitltic                 | Cesario Morales, guitarrón. Ramón Hidor, segundo violín. Nemesio Ruiz, primer violín. Agustín Ruiz, vihuela. Jesús Ruiz, guitarra sexta. Trinidad Arciniega, segunda trompeta. Antonio Cárdenas, primera trompeta. Marcelino Arciniega, guitarrón | Mariachera                     | Zapotiltic, Jalisco               | 21/07/1981                         |
| Gorrioncillos de la Sierra                          | Antonio Escalante, huapanguera y voz. Faustino Ojeda, jarana. Roma Gómez, primer violín. Ismael Martínez, segundo violín. | Río Verde                      | San Luis Potosí, San Luis Potosí  | 20/11/1978                         |
| Conjunto de Pedro Sauceda                           | Pedro Sauceda, huapanguera y primera voz. Eusebio Méndez, primer violín. Francisco Rivera, segundo violín. Bruno Oviedo, vihuela y segunda voz | Río Verde                      | La Plazuela, San Luis Potosí      | 06/04/1980                         |
| Póker de Ases                                       | Zacarías Salmerón, primer violín. Juan Tavira Simón, segundo violín. Artemio Díaz Calderón, guitarra. Salomón Echeverría de la Paz , guitarrón. María Ruiz Luciano, tamborita                                                                     | Tierra Caliente (Balsas)       | Tlapehuala, Guerrero              | 22/04/1972, 20/08/1973             |
| Juan Reynoso y su conjunto                          | Juan Reynoso, violín y voz. Florencio Valentín, guitarra y voz. Irineo Reynoso , guitarra. Felipe Valentín, requinto. Epifanio Avellaneda , tamborita                                                                                             | Tierra Caliente (Balsas)       | Ciudad Altamirano, Guerrero       | 23/04/1972                         |
| Conjunto Valdez- Galarza                            | Salvador Galarza, segundo violín. Teófilo Valdez, primer violín y primera voz. Agustín Valdez, tamborita. Jesús Pinedo, guitarra y segunda voz | Tierra Caliente (Balsas)       | Sn. Juan Huetamo, Michoacán       | 19/08/1973                         |
| Conjunto Michoacán- Guerrero de Juan Reynoso        | Juan Reynoso, violín y voz. Maximino Reynoso, guitarra. Irineo Reynoso, guitarra. Epifanio Avellaneda, tamborita | Tierra Caliente (Balsas)       | Ciudad Altamirano, Guerrero       | 19/08/1973                         |
| Los Tremendos Michoacanos                           | Teófilo Valdez, violín. Jesús Posadas, guitarra zurda y voz. Calixto de la Piedra Hereda, guitarra de golpe. Mario López Moctezuma, contrabajo | Tierra Caliente (Balsas)       | Sn. Juan Huetamo, Michoacán       | 10/11/1973                         |
| Conjunto de Juan Reynoso                            | Juan Reynoso, violín. Cástulo Benítez de la Paz, guitarra sexta, Epifanio Avellaneda, tamborito. | Tierra Caliente (Balsas)       | Ciudad Altamirano, Guerrero       | 25/02/1978                         |
| Conjunto de Bardomiano Flores                       | Bardomiano Flores Frías, violín. Nicolás Salmerón García, guitarra y voz. Fabián Arévalo Balandrano, guitarra. Leoncio Balandrano Alonso, guitarra y voz. Fausto Rojas Martínez, tamborita                                                        | Tierra Caliente (Balsas)       | Tlapehuala, Guerrero              | 26/02/1978                         |
| Conjunto Regional Guerrerense                       | Gerardo Arroyo, violín. Santana González, guitarra. Valeriano Jiménez, guitarra. | Tierra Caliente (Balsas)       | Tanganhuato, Guerrero             | 25/01/1981                         |
| Los Caporales de Apatzingán                         | Gregorio Palmira, primer violín y voz. Manuel Munguía, segundo violín. Venancio Rodríguez, arpa. Pablo Galván, vihuela. Rogelio López, vihuela. Federico Aparicio Mendoza, guitarra de golpe                                                      | Tierra Caliente (Tepalcatepec) | Apatzingán, Michoacán             | 11/03/1972                         |
| Conjunto de Arpa Grande de El Lindero               | Alfonso Peñaloza, arpa. Leandro Corona, violín y voz. José Jiménez Corona, violín. Tomás Andrés, jarana y voz. Isaías Corona, tamboreo | Tierra Caliente (Tepalcatepec) | La Huacana, Michoacán             | 12/04/1975                         |
| Conjunto los Tiradores de Nueva Italia              | Rubén Urbina Robles, primer violín. Filimón Mendoza Corona, segundo violín. Abundio García Valdívies, arpa. Andrés Ávalos Laguna, jarana. Antonio Hérnandez Sánchez, vihuela                                                                      | Tierra Caliente (Tepalcatepec) | Nueva Italia, Michoacán           | 27/12/1977                         |
| Los Marineros de Apatzingán                         | Jesús Espinoza Mendoza "El Jazmiche", primer violín. Paulo Naranjo Rodríguez, segundo violín. Rafael Zavala Chávez, arpa. José Cuevas Contreras, guitarra de golpe. José Espinosa Valencia, vihuela                                               | Tierra Caliente (Tepalcatepec) | Apatzingán, Michoacán             | 28/12/1977                         |
| Los Madrugadores de Apatzingán                      | Conrado González Vallejo, primer violín. Juan Barajas, segundo violín. Encarnación Larios. Contreras, arpa. Simón Jiménez Rodríguez, vihuela y voz. Salvador Chávez, jarana y voz                                                                 | Tierra Caliente (Tepalcatepec) | Apatzingán, Michoacán             | 29/12/1977                         |
| Conjunto Los Azohuastles                            | Jesús Ramírez, vihuela y voz. Arturo Alarcón, vihuela y voz. Adalberto Estudillo, cajón («tapeador») | Tixtla                         | Tixtla, Guerrero                  | 02/05/1972                         |
| Conjunto As del Sur                                 | Cruz Morales Ramos, vihuela y primera voz. Juan Valle Vargas, arpa o vihuela y segunda voz. Enrique Valle Flores, tapeado en cajón y trozo de madera                                                                                              | Tixtla                         | Tixtla, Guerrero                  | 03/12/1978                         |
| Trío Alma Jarocha                                   | Isidoro Gutiérrez Ramón, jarana y voz. Bernardino González Navarro, arpa. Valerio Matián Prieto, requinto jarocho | Sotavento                      | Boca del Río, Veracruz            | 19/09/1975                         |
| Los Tiburones del Golfo                             | Nicolás Sosa, arpa y voz. Cándido García Romero, jarana y voz. Felipe Ochoa Reyes, segunda jarana y voz | Sotavento                      | Boca del Río, Veracruz            | 19/09/1975                         |
| Dueto Rocha-Gómez                                   | Juan Rocha Vela, jarana y voz. Alberto Gómez Ramón, jarana y voz. Narciso Vildaña, guitarra sexta | Sotavento                      | Boca del Río, Veracruz            | 20/09/1975, 21/01/1978             |
| Conjunto Tlacotalpan                                | Cirilo Promotor Decena, requinto. Andrés Aguirre Chacha, arpa. José Aguirre Vera, jarana. Evaristo Silva Vera, pandero y voz | Sotavento                      | Tlacotalpan, Veracruz             | 22/01/1978, 13/12/1979             |
| Conjunto Veracruz                                   | Hermanos Vera, jarana, guitarra y arpa. Tío Lencho, voz | Sotavento                      | Mandinga, Veracruz                | 05/02/1979                         |
| Conjunto Alma Jarocha                               | Isidoro Gutiérrez Ramón, jarana. Inés Rivas Herrera, jarana. Rufino Velásquez Córdoba, arpa. Daniel Valencia, requinto. Emilio Córdoba Córdoba, jarana. Tirso Velásquez Córdoba, arpa. Eladio Elvira Elvira, arpa                                 | Sotavento                      | Boca del Río, Veracruz            | 02/11/1983                         |
| Ecos del Papaloapan                                 | Ludovico Blanco Enríquez, arpa. Taurino Elvira González, segunda arpa. Jesús Lara Fuentes, jarana y primera voz Filiberto Lara Bautista, jarana                                                                                                   | Sotavento                      | Córdoba, Veracruz                 | 30/10/1983                         |
| Conjunto de Mandinga                                | José Vera González, guitarra sexta. Eliborio Vera González, jarana y voz. Gregorio Zamudio Castro, arpa | Sotavento                      | Mandinga, Veracruz                | 31/10/1983                         |
| Conjunto Alvaradeño                                 | Amadeo Ramos Delfín, jarana y pregón. Eugenio Hernández Lara, arpa. | Sotavento                      | Mandinga, Veracruz                | 01/11/1983                         |
| Daniel Cabrera Delgado                              | Daniel Cabrera Delgado, jarana y voz | Sotavento                      | Mandinga, Veracruz                | 01/11/1983                         |
| Conjunto de Juan Reynoso                            | Juan Reynoso, violín y voz. Cástulo Benítez de la Paz, guitarra sexta Epifanio Avellaneda, tamborito | Tierra Caliente (Balsas)       | Ciudad Altamirano, Guerrero       | 25/02/1978                         |